# Jean-Marc Padovani

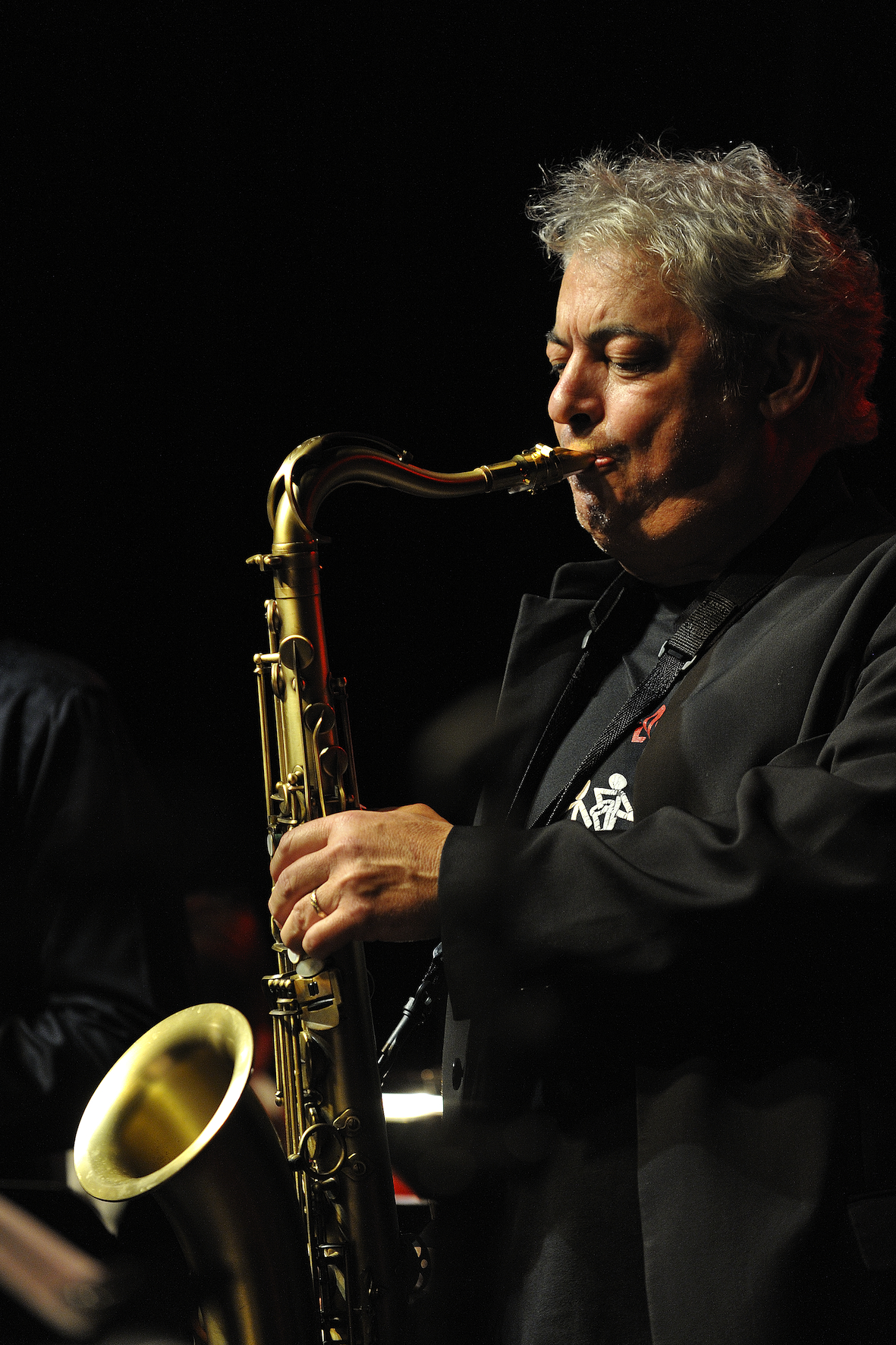
Jean-Marc Padovani (2010)

Jean-Marc Padovani (* 2. Februar 1956 in Villeneuve-lès-Avignon) ist ein französischer Jazz-Saxophonist und Komponist.

## Leben und Wirken
Nach klassischer Musikausbildung studierte Padovani Jazz am Konservatorium von Marseille bei Guy Longnon. 1975 spielte er mit dem Orchester des Jazz-Clubs in Nîmes, mit dem Pianisten Christian Lavigne und beteiligte sich an Theatermusikprojekten. 1981 war er in Europamerica von Jef Gilson und im Deutsch-Französischen Jazz-Ensemble, geleitet von Albert Mangelsdorff und Jean-Louis Chautemps. 1982 gründete er eine eigene Gruppe mit Claude Barthélémy und nahm seine erste Platte Demain Matin auf. Er war an Barthelemys La Chute nach Albert Camus beteiligt und an La Coquaphone von Louis Sclavis und Lavigne. 1984 trat er mit seinem Quintett beim Festival in Nimes auf. 1986 spielte er auf dem Festival von Avignon mit Mal Waldron. 1987 nahm er mit dem Tuba-Spieler Michel Godard das Album Comedy auf. 1989 gründete er ein neues Quartett mit Bobby Rangell, mit dem er One for Pablo (CELP) aufnahm. Er komponierte Le Rodeur (Aufnahme 1990) und tourte mit seinem Quartett 1989 bis 1991 weltweit bis Afrika und Indien. 1990 spielte er im Sextett Passions Jazz mit Enrico Rava. 1992 erschien sein Album Sud, 1994 Nocturne bei Label Bleu (mit dem Vibraphonisten Franck Tortiller). 1997 erschien Takiya! Tokaya! mit Paul Motian, Jean-François Jenny-Clark und Jean-Marie Machado (Label Hopi). In den 1990er Jahren komponierte er die Musik für zahlreiche Theaterprojekte, u. a. für den Faust von Christopher Marlowe oder die „Les Caprices de Marianne“ von Alfred de Musset, oft in Zusammenarbeit mit Enzo Cormann. Er komponierte das Jazz-Poem Mingus-Cuernacava (Label Bleu 1992), Chants de Federico Garcia Lorca 1997, Jazz Angkor 1998 (Aufnahme bei Label Hopi, mit Ramón López) und trat mit dem Minotaur Jazz Orchestra auf (gleichnamiges Album 2000 bei Label Hopi). 1999 erschien Chants du Monde (begleitet von Tourneen mit seinem gleichnamigen Quartett, mit dem er auch 2002 De nulle part aufnahm), 2003 Out – Tribute de Eric Dolphy für ein Sextett u. a. mit Tortiller und Sébastien Texier. 2004 folgten die Projekte Tombeau de Jack Kerouac und 2005 Cantilenes (Aufnahme bei Chants du Monde).
Neben Theatermusik schreibt er auch Filmmusik und Tanztheatermusik. Zu seinen Einflüssen zählt Padovani John Coltrane, Gato Barbieri, die mediterrane Kultur und Mythologie sowie die Formationen von Willem Breuker und Carla Bley. 
Er lebt in Assier (Lot).